# Nicolas Pages (roman)
 (novembre 2018).
Pour les articles homonymes, voir Nicolas Pages (homonymie).
Nicolas Pages est un roman de Guillaume Dustan paru aux éditions Balland en 1999 et réédité chez P.O.L en 2021. Il a obtenu le prix de Flore 1999. 
Le récit, émaillé de réflexions et de digressions personnelles, prend pour cadre différents éléments de la vie quotidienne de l'auteur, notamment de sa rencontre et de sa déception amoureuse avec l'artiste et écrivain suisse Nicolas Pages, qui donne son titre à l'ouvrage.

## L'œuvre
Nicolas Pages s'apparente à une mise en parallèle, d'apparence anarchique, de textes relevant d'une certaine forme de littérature personnelle. 
À la fois journal intime d'une rencontre amoureuse entre deux écrivains, narration d'une sexualité faite de rencontres impersonnelles avec des partenaires multiples, chronique du VIH, succession d'articles journalistiques, de réflexions littéraires et politiques, et même retranscription des carnets intimes de la grand-mère de l'auteur, Nicolas Pages est « un roman comportementaliste brut de toute considération morale mais néanmoins doué d'une grande sensibilité qui s'exprime dans tous ses paradoxes. »
Écriture frénétique du corps, de la fête, de l'étourdissement et d'un certain culte du moi... Nicolas Pages est une œuvre avant tout marquée par « l'abandon de la grande fiction » au profit d' « une sorte de narration domestique » qui en fait à la fois une autofiction frontale très proche de l'écriture de Christine Angot, notamment dans L'Inceste et Quitter la ville, et une « somme de styles qui tiennent parfois davantage de la chronique ou de l'essai idéologique que du littéraire, et de thèmes qui s'articulent et qui font sens tout en interpellant et surprenant le lecteur jusqu'au bout. »
Guillaume Dustan parle alors, sans fard et sans pudeur, de sexe, de désir et de fantasmes homosexuels, ouvrant la brèche à une littérature homosexuée « non plus douloureuse ou honteuse mais épicurienne et joyeuse sans pour autant verser dans l'idéalisme ». À la fois diariste (rédacteur d'un journal intime) pornographe, trublion littéraire, militant LGBT et autofictionnaliste convaincu, Guillaume Dustan propose, dans Nicolas Pages, une mise en scène de soi particulièrement plurielle.

## Réception critique
Selon les critiques, Nicolas Pages serait une œuvre qui viendrait « de Warhol, de Duras, de Céline » tant elle « expérimente et invente des formes. Des formes littéraires, des formes de vie, des formes où littérature et vie s'entremêlent. »

## Éditions
- Éditions Balland, coll. « Le Rayon », 1999
- J'ai lu, coll. « Nouvelle génération ».
- Guillaume Dustan et Thomas Clerc, Œuvres. II, Nicolas Pages, Génie divin, LXiR, dl 2021 (ISBN 978-2-8180-4554-1 et 2-8180-4554-1, OCLC 1242934257, lire en ligne)